# Renato Brunetta
Renato Brunetta (Venecia, 15 de mayo de 1950) es un economista y político italiano. Fue ministro de Administración Pública e Innovación del 8 de mayo de 2008 al 16 de noviembre de 2011, durante el Gobierno de Silvio Berlusconi, y nuevamente durante el  gobierno Draghi, desde el 13 de febrero de 2021 hasta el 22 de octubre de 2022. Fue jefe del grupo de diputados de Forza Italia en la Cámara de Diputados de 2013 a 2018.

## Primeros años y carrera
Renato Brunetta nació el 15 de mayo de 1950 en Venecia, siendo el menor de tres hermanos. Creció en una familia pobre y su padre era vendedor ambulante. Asistió al liceo clásico Foscarini. Brunetta señlaó en una ocasión que, cuando era niño, a menudo estudiaba los clásicos por su cuenta, para "reducir la brecha social entre él y sus compañeros de estudios".
El 2 de julio de 1973, se licenció en Ciencias Políticas y Económicas en la Universidad de Padua. Su carrera académica comenzó en la misma universidad poco tiempo después de graduarse. Comenzó como profesor adjunto de Teoría y Política de Desarrollo y Economía Aplicada, y en 1977 se centró en la política laboral. En 1982 se incorporó al Departamento de Análisis Económico y Social del Territorio de la Universidad Luav de Venecia, donde desempeñó el cargo de profesor asociado de Fundamentos de Economía.
De 1991 a 1999 fue profesor asociado de Economía Laboral en la Universidad de Roma Tor Vergata, donde también ocupó el cargo de profesor de Economía Política hasta 2009.
Desde 1976, Brunetta está inscrita como periodista independiente en la Orden de Periodistas del Véneto. Es columnista de Il Sole 24 Ore y de Il Giornale. Además, es el fundador y editor de la revista Labor – Reviews of Labor Economics and Industrial Relations, publicada por Wiley-Blackwell para el Centro de Estudios Económicos e Internacionales (CEIS) de la Universidad Tor Vergata.
En 1989 fundó la Asociación Europea de Economistas Laborales, de la que es el primer presidente.
Junto con Vittorio Feltri, escribió una serie de Manuales de conversación política publicados por el periódico Libero. En junio de 2020, se convirtió brevemente en columnista de Il Riformista, un periódico centrista y liberal dirigido por Piero Sansonetti, que abandonó en octubre de 2020.

## Carrera política
En los años 1980 y 1990 fue asesor económico de los gobiernos de Bettino Craxi, Giuliano Amato y Carlo Azeglio Ciampi.
De 1985 a 1989 fue vicepresidente del Comité de Trabajo y Asuntos Sociales de la Organización para la Cooperación y el Desarrollo Económicos (en París). De 1983 a 1987 fue funcionario del Ministerio de Trabajo con responsabilidad general sobre la estrategia de empleo y la política de ingresos.
De 1999 a 2008 fue miembro del Parlamento Europeo. Es un exmiembro del Partido Socialista Italiano, miembro del Parlamento Europeo por el Nordeste de 2004 a 2009 por Forza Italia, parte del Partido Popular Europeo, y vicepresidente de la Comisión de Industria, Investigación y Energía del Parlamento Europeo.